# Elméleti fizika

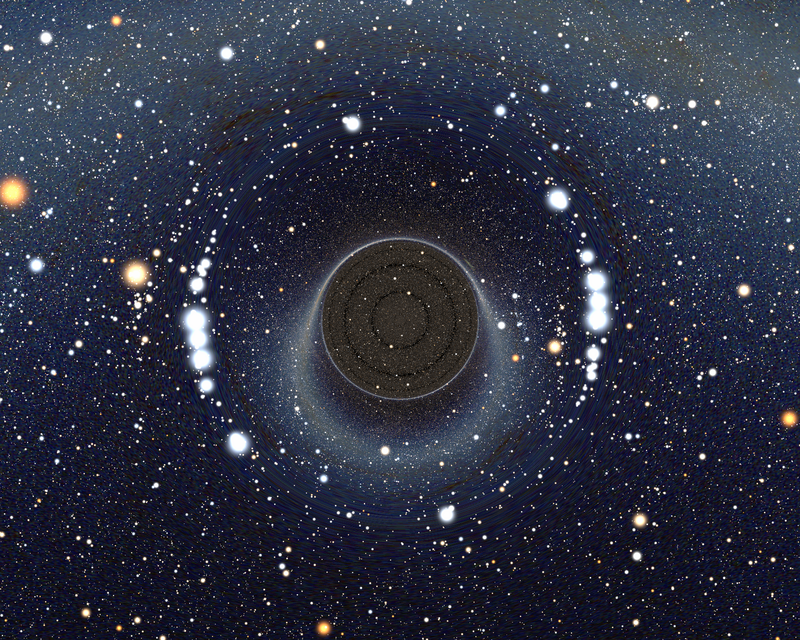
Féregjárat: Einstein-Rosen híd (művészi ábrázolás)

Az elméleti fizika a fizika azon ága, amely matematikai modellek és fizikai absztrakciók segítségével észszerűsíti, magyarázza és előrevetíti a természetben előforduló jelenségeket. A matematika fontosságát az elméleti fizikában az is hangsúlyozza, hogy szokták még egyszerűen csak matematikai fizikának nevezni.

## Bevezető
A fizikai elmélet nem más, mint fizikai események modellje. Egy elmélet az alapján van megítélve, hogy az általa előrevetített események mennyire egyeznek meg az empirikus megfigyelésekkel. Ugyanakkor az alapján is megítélhetjük, hogy az általa előrevetített történéseket mennyire lehet alátámasztani új megfigyelésekkel. Egy fizikai elmélet abban különbözik egy matematikai tételtől, hogy -bár mindkettő axiómákra épül- a matematikai tételeteket nem lehet kísérletekkel illetve megfigyelésekkel bizonyítani.
A fizikai elméletek magukban foglalnak egy vagy több különböző kapcsolatot különféle mérhető mennyiségek között. Arkhimédész rájött, hogy egy hajó úgy lebeg a vízen, hogy kiszorítja testének víz alatt levő térfogatát, míg Püthagorasz felfedezte a rezgő szál és az általa gerjesztett hanghullám közti kapcsolatot illetve azt is, miként lehet kiszámolni egy négyzet átlóját.
Esetenként a matematikai rendszerből le lehet következtetni, hogy egy fizikai rendszer hogyan kell viselkedjen. Például az a Riemann és mások általi elképzelés, hogy a tér akár görbe is lehet.
Az elméleti előrehaladás korábbi, helytelennek bizonyuló vagy egyszerűen csak elavult paradigmák félretevését is magával vonhatja. (Régebben úgy gondolták, hogy minden égitest a Föld körül forog; még régebben pedig azt, hogy a Föld igazából lapos.)
Csak abban az esetben fogadhatunk el egy elméletet, ha az általuk kijelentett előrejelzések helyesek és nem tartalmaznak nagyobb (vagy kisebb) ellentmondásokat. Továbbá elvárás és egy elmélet másodlagos hivatása az is, hogy rendelkezzen egy úgynevezett matematikai szépséggel, azaz legyen következetes és nyilvánvaló és bizonyos értelemben elegáns és esztétikus is. Ezt a filozófiai elvet szokták még Occam borotvájának is nevezni, a XIV. századi angol filozófus után. Ez az elv röviden azt jelenti ki, hogy két elmélet közül (amik értelemszerűen ugyanazt tárgyalják) azt érdemesebb választani, amelyik egyszerűbben van megfogalmazva. (Azaz kevesebb fizikailag bizonyíthatatlan kijelentést tartalmaz.)
Egy elmélet következményeinek a vizsgálata a tudományos módszer része.
A fizikai elméletek lehetnek általánosak, javasoltak illetve elvontak.

## Kiemelkedő elméleti fizikusok
- Galileo Galilei (1564–1642)
- Christiaan Huygens (1629–1695)
- Isaac Newton (1643–1727)
- Leonhard Euler (1707–1783)
- Joseph Louis Lagrange (1736–1813)
- Pierre-Simon de Laplace (1749–1827)
- Joseph Fourier (1768–1830)
- Nicolas Léonard Sadi Carnot (1796–1842)
- William Rowan Hamilton (1805–1865)
- Rudolf Clausius (1822–1888)
- James Clerk Maxwell (1831–1879)
- Josiah Willard Gibbs (1839–1903)
- Ludwig Boltzmann (1844–1906)
- Hendrik Lorentz (1853–1928)
- Henri Poincaré (1854–1912)
- Nikola Tesla (1856–1943)
- Max Planck (1858–1947)
- Albert Einstein (1879–1955)
- Milutin Milanković (1879-1958)
- Emmy Noether (1882–1935)
- Max Born (1882–1970)
- Niels Bohr (1885–1962)
- Erwin Schrödinger (1887–1961)
- Louis de Broglie (1892–1987)
- Satyendra Nath Bose (1894–1974)
- Wolfgang Pauli (1900–1958)
- Enrico Fermi (1901–1954)
- Werner Heisenberg (1901–1976)
- Paul Dirac (1902–1984)
- Wigner Jenő (1902–1995)
- Robert Oppenheimer (1904–1967)
- Tomonaga Sinicsiró (1906–1979)
- Jukava Hideki (1907–1981)
- John Bardeen (1908–1991)
- Lev Landau (1908–1967)
- Anatolij Vlaszov (1908–1975)
- Nyikolaj Bogoljubov (1909–1992)
- Subrahmanyan Chandrasekhar (1910–1995)
- Richard Feynman (1918–1988)
- Julian Schwinger (1918–1994)
- Feza Gursey (1921–1992)
- Jang Csen-ning (1922– )
- Freeman Dyson (1923–2020)
- Gunnar Källén (1926–1968)
- Abdus Salam (1926–1996)
- Murray Gell-Mann (1929–2019)
- Riazuddin (1930– )
- Roger Penrose (1931– )
- George Sudarshan (1931– )
- Sheldon Lee Glashow (1932– )
- Thomas Kibble (1932– )
- Steven Weinberg (1933–2021)
- Gerald Guralnik (1936–)
- Carl Richard Hagen (1937–)
- Ratko Janev (1939–2019)
- Leonard Susskind (1940– )
- Michael Berry (1941– )
- Stephen Hawking (1942–2018)
- Alekszandr Poljakov (1945–)
- Gerardus ’t Hooft (1946– )
- Jacob Bekenstein (1947–)
- Bertrand Halperin (1950–)
- Robert Laughlin (1950–)
- Edward Witten (1951– )
- Savas Dimopoulos (1952– )
- Lee Smolin (1955- )
- Brian Greene (1963– )

## Általános elméletek
Azok a központi elméletek, amelyek a tudományos és a tényszerű megfigyelések és kijelentések alapját képezik. Ezek a legfontosabb és legalapvetőbb elméletek a fizika és a tudomány egyéb területein.

### Példák
- Mechanika
- Folytonos mechanika
- Statisztikus fizika
- Statisztikus mechanika
- Kondenzált anyagok fizikája
- Számítógépes fizika
- Elektromágnesség
- Termodinamika
- Általános relativitáselmélet
- Speciális relativitáselmélet
- Kvantummechanika
- Szilárdtestfizika
- Alapvető kölcsönhatások
- Gyenge kölcsönhatás
- Elektrogyenge kölcsönhatás
- Mezőelmélet
- Klasszikus mező elmélet
- Ütköztető elmélet
- Kvantummező elmélet
- Áramlástan
- Áramlástan dinamika
- Információelmélet
- Algoritmikus információelmélet
- Kvantum-információelmélet
- Elméleti számítástudomány
- Kvantumdinamika
- Kvantum-színdinamika
- Kvamtumszámítás
- Kvantum-elektrokémia
- Kvantum-elektrodinamika
- Kvantumgeometria
- Kvantumkáosz
- Perturbációszámítás
- Kozmológiai állandó
- Spontán szimmetriatörés

## Javasolt elméletek
Általában olyan új keletű elméletek, amelyek a fizika olyan, már-már az elvonttal határos kérdéseit vizsgálják, amik nagy általánosságban még nem kerültek kísérleti állapotba. Mivel ezek nem annyira egyértelműek és könnyen tapasztalhatók mint az általános elméletek, az ezekkel való kísérletezés technológiailag igen nehéz lenne.

### Példák
- Sötét energia
- Húrelmélet
- Megjelenés
- Sötét folyadék
- Szuperszimmetria
- Kvantumgravitáció
- Hurok-kvantumgravitáció
- Szuperhúrelmélet
- M-elmélet
- Esemény szimmetria

## Elvont elméletek
Mint ahogy azt nevük is mutatja, ezek általában a fizikai elméletek legújabb, legmerészebb és legnehezebben bizonyítható ötletei. Nem egyszer történt már, hogy maga az ötlet jó volt, csak utólag -komolyabb matematikai vizsgálatok után- derült ki, hogy lehetetlenek. Viszont az is megtörténhet, hogy még nem tudunk semmit mondani róluk. Ettől bizonytalanok és elvontak.

### Példák
- Éter
- Tesla dinamikus gravitációelmélete
- Biefeld–Brown elektrogravitáció

## Lásd még
- Elméleti fizikus
- Matematikai és Fizikai Lapok